# ユバ郡
ユバ郡（Yuba County）は、アメリカ合衆国カリフォルニア州のセントラルバレーにある郡。サクラメントの北、フェザー川沿いに位置している。人口は8万1575人（2020年）。郡庁所在地はメアリーズビル。

## 歴史
ユバ郡はカリフォルニア州が州に昇格した1850年に設立されたカリフォルニア州の原形郡の1つである。区域の一部は1851年にプレイサー郡へ、1851年にネバダ郡へ及び1852年にシエラ郡へ譲渡された。

## 地理
アメリカ合衆国統計局によると、総面積1,667 km2 (644 mi2) である。このうち1,633 km2 (631 mi2) が陸地で34 km2 (13 mi2) が水地域である。総面積の2.03%が水地域となっている。

## 人口動静
2000年国勢調査で、人口60,219人、20,535世帯、14,805家族が暮らしている。人口密度は37/km2 (96/mi2) である。14/km2 (36/mi2) の平均的な密度に22,636軒の住居が建っている。人種的構成は白人70.64%、アフリカ系アメリカ人3.16%、先住民2.61%、アジア系7.50%、太平洋諸島系0.20%、その他の人種9.95%、及び混血5.94%である。人口の17.35%がヒスパニックまたはラテン系である。
郡内の住民は31.00%が18歳未満の未成年、18歳以上24歳以下が10.70%、25歳以上44歳以下が28.00%、45歳以上64歳以下が19.60%、65歳以上が10.60%にわたっている。中央値年齢は31歳である。男女比は女性100人に対して男性は101.60人である。18歳以上の女性100人に対して男性は99.40人である。
一世帯当たりの平均収入は30,460米ドルであり、一家族当たりでは平均収入は34,103米ドルである。男性は27,845米ドルに対して女性は21,301米ドルの平均的な収入がある。郡の一人当たりの収入 (per capita income) は14,124米ドルである。人口の20.80%及び家族の16.30%は貧困線以下である。全人口のうち18歳未満の27.60%及び65歳以上の7.80%は貧困線以下の生活を送っている。

## 都市

### 市
- メアリーズビル
- Wheatland

### CDP
- Challenge-Brownsville
- Linda
- Loma Rica
- Olivehurst
- Plumas Lake
- ビール空軍基地